# جيمس أشورث
جيمس أشورث (بالإنجليزية: James Thomas Duane Ashworth) هو عسكري بريطاني، ولد في 26 مايو 1989 في Corby ‏ في المملكة المتحدة، وتوفي في 13 يونيو 2012 في Grishk District ‏ في أفغانستان بسبب قتل في المعركة.